# Crypto.com Arena
A Crypto.com Arena (korábban: Staples Center), az egyik legismertebb sportcsarnok a világon, Los Angelesben található. Befogadóképessége 20 ezer fő. A Los Angeles Convention Center mellett helyezkedik el a Figueroa Streeten. 1999. október 17-én nyílt meg.
Az aréna tulajdonosa az Arturo L.A. Arena Company és az Anschutz Entertainment Group. Jelenleg a Los Angeles Lakers és a Los Angeles Sparks (WNBA) kosárlabda- és a Los Angeles Kings jégkorongcsapatok otthona. Korábban, a 2024–2025-ös NBA-szezon előtt a Los Angeles Clippers (NBA) is itt játszott, de azt követően az Intuit Dome-ba költöztek. Korábban ezt az arénát használta a Los Angeles Avengers (AFL) és a South Bay Lakers (NBA G-League) is. Az Avengers 2009-ben tönkrement, míg a South Bay az LA Lakers edzőközpontjába költözött 2011-ben. Minden évben közel 4 millió vendéget fogad a stadion és több, mint 250 események ad otthont. Az egyetlen NBA-csarnok, amelyben a liga két csapata is játszik, illetve egyike azon három stadionnak az amerikai ligákban, amely két azonos bajnokságban játszó csapatnak ad otthont a MetLife Stadium (New York Giants és New York Jets) és a SoFi Stadium (Los Angeles Rams és Los Angeles Chargers) mellett. Számos, nagyközönség előtt zajló eseménynek is helyt ad, ilyen volt például a Demokrata Párt 2000. évi konvenciója. A Crypto.com Arena évek óta a Grammy-gálák otthona és a 2028. évi olimpián itt fogják rendezni a kosárlabda mérkőzéseket.
2020. augusztus 24-én Los Angeles városa bejelentette, hogy Kobe Bryant emlékére, aki azon év januárjában helikopterbalesetben elhunyt, átnevezik a stadion melletti Figueroa Streetet Kobe Bryant Boulevardra.